# テキサス (原子力ミサイル巡洋艦)
テキサス (USS Texas, DLGN/CGN-39) は、アメリカ海軍のミサイル巡洋艦。バージニア級原子力ミサイル巡洋艦の2番艦。艦名はテキサス州に因み、同名の米軍艦（USS Texas）としては3代目。

## 艦歴
テキサスはバージニア州ニューポート・ニューズのニューポート・ニューズ造船所で1973年8月18日に起工する。当初はミサイルフリゲート DLGN-39 とされたが、1975年6月30日にミサイル巡洋艦に艦種変更され CGN-39 の船体番号を与えられた。1975年8月9日にドルフ・ブリスコウ夫人（テキサス州知事の妻）によって命名、進水、1977年9月10日にピーター・B・フィードラー艦長の指揮下就役した。
テキサスは就役後9週にも及ぶ戦闘システムの試験を行い、10月にヨークタウン海軍兵器基地で武器を搭載した後11月にはキューバのグアンタナモ湾で訓練を開始する。1978年は始めの3ヶ月をバージニア岬沖およびカリブ海での航行および武器システムの評価試験に費やす。3月28日にニューポート・ニューズ造船所に帰還し、整調後の信頼性試験 (Post Shakedown Availability, PSA) を行い7月31日に完了する。同年の残りは東海岸およびプエルトリコのルーズベルト・ローズ海軍基地での訓練に費やし、その間にしばしば母港のバージニア州ノーフォークを訪れた。
テキサスの初配備はニミッツ戦闘グループの一艦としてイランアメリカ大使館人質事件に対処するための地中海及びアラビア海北部への派遣であった。テキサスは巡洋艦駆逐艦隊第1グループの旗艦任務に従事した。この配備中にシドラ湾でのリビアの攻撃に対する反撃を行い、初の戦闘を経験した。
テキサスは3回目の配備でカール・ヴィンソン戦闘グループに加わり、この配備の間に世界巡航を行う。テキサスは南アメリカ以外の人が住む全ての大陸及び北極を除く全ての海洋を訪れた。この巡航はさらに母港をバージニア州ノーフォークからカリフォルニア州サンディエゴへ変更することも含まれていた。テキサスはペルシャ湾及びアラビア海での作戦活動に従事した後、ワシントン州ブレマートンでオーバーホールを行い母港変更の準備を始める。9月にはピュージェット・サウンド海軍造船所で乾ドック入りし、1986年4月まで同所に留まる。オーバーホールは1987年4月まで続き、トマホーク・ミサイルシステムが増設された。
その後カリフォルニア州アラメダに母港を変更、テキサスはカール・ヴィンソン戦闘グループと共に「ウェストパック 1988 Westpac 1988」に参加し対空指揮艦の役割を果たす。この4回目の配備では日本、スービック海軍基地、オマーン、ケニアなどへの親善訪問も行われた。1989年には作戦活動およびサンフランシスコのハンターズ・ポイント造船所で短期間のオーバーホールを行う。その後年末には南アメリカの沖合で対麻薬作戦に従事した。
1991年2月に6度目の配備が行われ、テキサスはアラビア海へ向かう。ニミッツ戦闘グループの一艦、対空指揮艦としてオペレーション・デザート・ストームに貢献し、同年8月にサンフランシスコに帰港する。1992年4月には再び対麻薬作戦に従事し、この間にエクアドルとパナマを訪問した。
テキサスは1993年5月31日に予備役となり、1993年7月16日に退役、除籍される。その後1999年10月1日にピュージェット・サウンド海軍造船所で原子力艦再利用プログラムに基づき廃棄された。

## クレスト

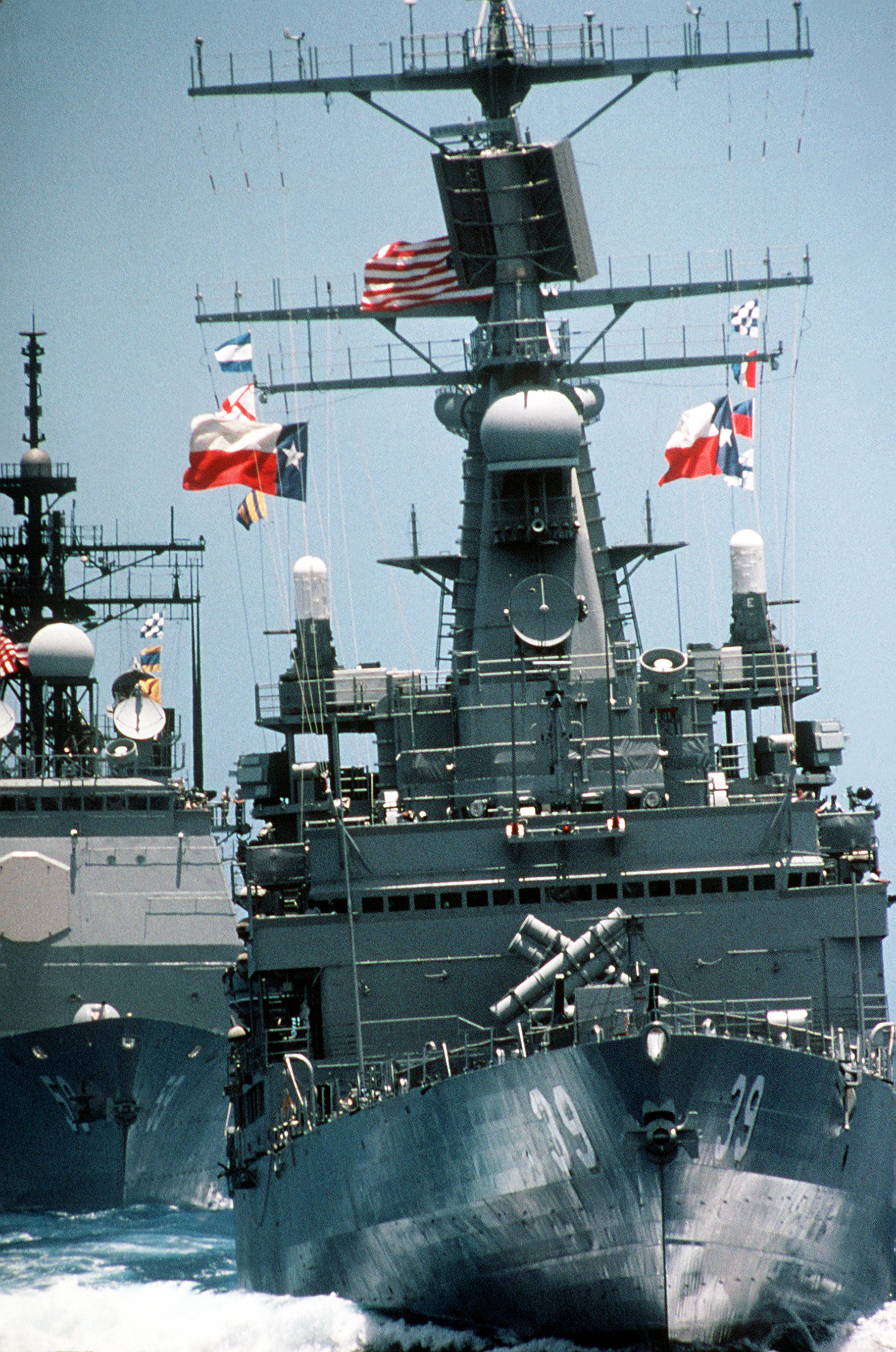
テキサス州旗をはためかせプリンストン(USS Princeton, CG-59) を従えるテキサス。

テキサスのクレストはテキサス州出身のフリーのグラフィック・デザイナー、マーサ・ベルによってデザインされた。クレストに使用された赤、白、青はテキサス州旗から取られたものである。錨とロープは海軍を表し、大きなローンスターはテキサス州を表す。ローンスターの中の原子とその軌道は原子力艦であることを意味する。クレスト下の小さな3つの星は、本艦以前にテキサスの名を冠した三隻を意味している。モットー「Proud Heritage, Proud Purpose（誇れる遺産、誇れる目的）」は、テキサスの名を冠した艦の歴史と伝統、そしてそれらの目的「アメリカを守る」ことを示している。
- 番号なし箇条書きの項目